# Zimbabwe Premier Soccer League 2020/21
Die Premier Soccer League 2020/21 sollte die 39. Saison der höchsten Spielklasse von Simbabwe im Fußball sein. Aufgrund der COVID-19-Pandemie wurde auf eine Austragung verzichtet.